# Cerkiew Księżniczki Bălașy
Cerkiew Księżniczki Bălașy (rum. Biserica „Domnița Bălașa”) – prawosławna cerkiew w Bukareszcie, w archieparchii Bukaresztu Rumuńskiego Kościoła Prawosławnego.

## Historia
Cerkiew nawiązuje swoją nazwą do fundatorki pierwszej świątyni prawosławnej na tym miejscu – Bălașy Brâncoveanu, córki Konstantyna Brâncoveanu, i jej małżonka Manolache Rangabego. Obiekt ten budowany był w latach 1743–1744, a w 1750 powiększono jego pomieszczenie ołtarzowe. W sąsiedztwie cerkwi fundatorka umieściła przytułek dla sierot i szkołę. Wszystkie wymienione budowle zostały poważnie uszkodzone podczas trzęsienia ziemi w 1838. Cerkiew odbudowano w nowej postaci, w stylu neogotyckim, z funduszy przekazany przez Elisabetę (Saftę) Brâncoveanu, córkę Teodora Balşa. Ponieważ obiekt znajdował się na podmokłym terenie zalewowym, na początku lat 80. XIX w. nie nadawał się już do użytku liturgicznego. Po tym, gdy w 1881 po raz kolejny wylała Dymbowica, uszkadzając cerkiew, obiekt został rozebrany i wzniesiony od nowa. Prace budowlane, nad którymi czuwał metropolita Bukaresztu Kalinik, zakończono w 1885. Nowy budynek sakralny reprezentuje eklektyczny styl łączący elementy neoromańskie i neobizantyjskie. Został wzniesiony na planie krzyża, z pomieszczeniem ołtarzowym zamkniętym półkolistą absydą. Autorem projektu budynku był Alexandru Orascu. Freski we wnętrzu obiektu, w stylu neorenesansowym, wykonali wiedeńscy malarze Kott i Rihofsky. Wyjątkiem są portrety fundatorów kolejnych cerkwi znajdujących się na tym miejscu i członków ich rodzin, które namalował Grigore Stoenescu. W późniejszym okresie w świątyni pojawiły się również portrety metropolity Bukaresztu Kalinika, św. Dymitra Basarabowa, św. Kalinika z monasteru Cernica oraz patriarchy rumuńskiego Justyniana. Hierarcha ten był inicjatorem odbudowy cerkwi po kolejnym trzęsieniu ziemi w 1940. Remont cerkwi miał miejsce w latach 1959–1962. W tym samym czasie na podstawie projektu inżynierów Aurela Belesa, Iona Stanculescu i Iona Belesa wzmocniono miejsce, na którym znajduje się świątynia, by nie była więcej zagrożona przez wylewy Dymbowicy. Po raz kolejny remontowano budowlę po trzęsieniu ziemi w Bukareszcie w 1977, zaś w 1994 miało miejsce jej powtórne poświęcenie, połączone z ceremonią kanonizacji Konstantyna Brâncoveanu i jego czterech synów.
Cerkiew jest ośrodkiem kultu św. Grzegorza z Nyssy; są w niej przechowywane jego relikwie. W jej wnętrzu znajdują się nagrobki fundatorki pierwszej cerkwi (zm. 1752) oraz Zoe, małżonki hospodara Jerzego Bibescu (zm. 1892). Figurę nagrobną na pierwszym z nich wykonał I. Georgescu, zaś na drugim – Jules Roulleau. Ikonostas w cerkwi wykonali Petre i Mihai Babici, natomiast witraże w oknach świątyni powstały w Monachium. W świątyni znajdują się dwa ołtarze – Wniebowstąpienia Pańskiego, a po 1994 także świętych z rodziny Brâncoveanu.